# Real Expedición Botánica del Nuevo Reino de Granada
 La Expedición Botánica del Nuevo Reino de Granada es un inventario de la naturaleza del Virreinato de Nueva Granada realizado por José Celestino Mutis durante el reinado de Carlos III. Conocido en la historiografía colombiana como la Expedición Botánica, sus objetivos científicos dieron como resultado la herborización y clasificación de 20 000 especies vegetales y 7000 animales de un territorio que corresponde con la actual república de Colombia, la fundación del observatorio astronómico de Santa Fe, hoy Bogotá, uno de los primeros de América meridional, la creación de un selecto grupo de científicos y artistas que dio fundamentos para la concienciación de las riquezas naturales del Nuevo Mundo. Se inició en 1783 y acabó aproximadamente en 1813, treinta años después.

## Contexto y desarrollo
La motivación para la realización de la expedición botánica tiene sus orígenes en otra disciplina que se estaba desarrollando en esa época, la economía. El doctor francés François Quesnay aportó el pensamiento económico llamado fisiocracia, con la idea clave de que la fuente de la mayor riqueza de los pueblos es la naturaleza, lo que hizo que a mediados del siglo XVIII Francia desarrollara notablemente la agricultura hasta el punto de convertirla en la fuente más importante de su economía. 

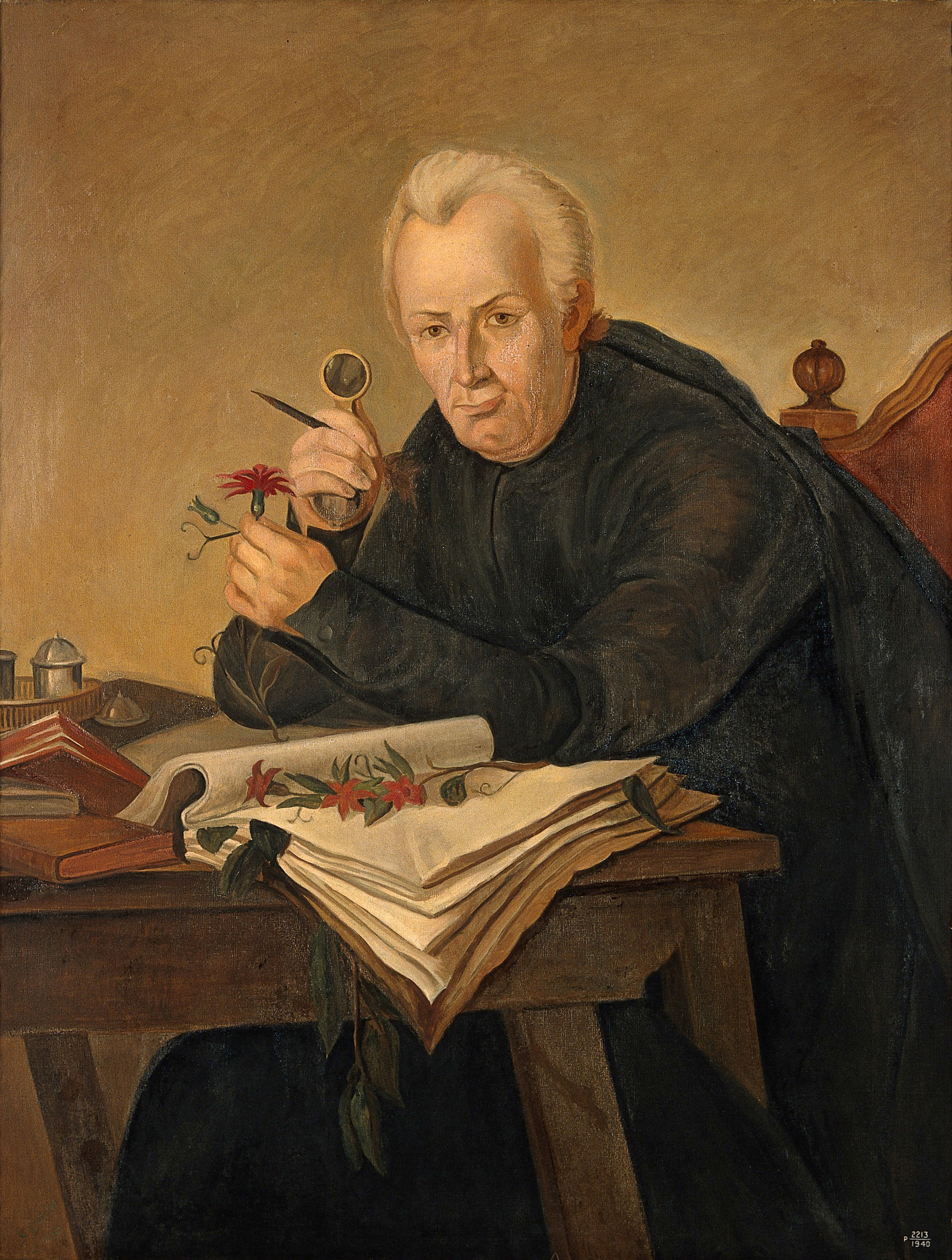
José Celestino Mutis, médico, naturalista y matemático, director de la Expedición Botánica del Nuevo Reino de Granada.

El reinado de Carlos III de España no fue indiferente a los progresos de la fisiocracia en Francia y decidió, a través del virrey Antonio Caballero y Góngora autorizar y apoyar el inventario de la naturaleza del Virreinato de Nueva Granada, nombrando como director del proyecto a su médico personal, el sacerdote gaditano José Celestino Mutis.
El arzobispo y virrey Antonio Caballero y Góngora, acometió en 1783, la trascendental obra de iniciar la Expedición Botánica, aprovechando los conocimientos, talento y sabiduría de Mutis. Para ello el virrey aportó personalmente recursos económicos, mientras se gestaba la aprobación de las Cortes, la cual obtuvo en noviembre de ese mismo año, en la que se mantiene la misma finalidad primigenia pero se agrega al documento

...y remitiendo a España semillas y raíces vivas de las plantas y árboles más útiles, señaladamente de las que se empleen o merezcan emplearse en la Medicina y en la construcción nava, para que se connaturalicen en los varios climas conducentes de esta Península, sin omitir las observaciones geográficas y astronómicas que se puedan hacer de paso de estas ciencias...

Nombrando a Mutis primer botánico y astrónomo de la citada Expedición.
Es importante resaltar que el espíritu de la Ilustración, eminentemente práctico, sobre el dominio de tierras y recursos naturales para su uso beneficioso para la sociedad, la industria, la agricultura, la ganadería y los negocios primó sobre el interés científico del estudio de la naturaleza; esfuerzos, que con el tiempo se convirtieron en inventarios, y no tuvieron trascendencia en la fundamentación científica que permitiera generar economías de escala en la agricultura y ganadería del Virreinato de Nueva Granada.
A pesar de ello, como consecuencia de la Expedición Botánica, a mediados del siglo XIX se realizaron expediciones de la denominada Comisión Corográfica, un órgano investigador creado para la exploración del territorio del país, en las cuales se descubrieron muchas nuevas especies de plantas y animales. Esta comisión estuvo conformada por los naturalistas Agustín Codazzi, Manuel Ancízar, José Jerónimo Triana, además de artistas que tenían como labor elaborar acuarelas para ilustrar la flora y fauna clasificada. Actualmente las acuarelas en las cuales se recopiló toda la información reunida se encuentran en la Biblioteca Nacional de Colombia.
La Expedición Botánica comenzó en el año 1783 y terminaría en el año 1810. El virrey Antonio Caballero y Góngora designó a José Celestino Mutis como jefe de esta tarea, que tenía como objetivo elaborar un estudio de historia natural de la Nueva Granada y un mapa del reino con su flora y sus recursos naturales. Asimismo, en estas fechas, empresas científicas similares se establecieron en Chile, Perú y Nueva España. Los trabajos de la expedición se concentraron en las cercanías del río Magdalena, saliendo de Santa Fe hasta llegar a Mariquita. Luego de 1791, la expedición se ubicó en Santa Fe de Bogotá. Para la labor, Mutis preparó a una serie de jóvenes criollos que le ayudaron en diferentes tipos de tareas: unos trabajaban de botánicos estudiando la naturaleza, otros como herbolarios recolectando muestras, unos más como delineadores o dibujantes de las muestras, y otros, como comisionados o viajeros que iban a regiones apartadas del virreinato a recolectar muestras. 
Se enviaron varias expediciones complementarias para ampliar la cobertura geográfica. Entre ellas estaba la dirigida por Francisco José de Caldas, que exploró las actuales tierras de Ecuador durante cuatro años, regresando a Santa Fe en 1808 trayendo un herbario muy extenso. Ahí trabajaría junto a José Mejía Lequerica quien le solicitaría que le presente a Mutis para ser incluido dentro de la expedición. Otro miembro, Fray Diego García, exploró el Alto Valle del Magdalena, entre La Palma y Timana, llegando hasta la zona de los Andaquíes y recogiendo numerosas muestras animales y geológicas. Además, Eloy Valenzuela, que había sido subdirector de la expedición durante su primer año, fue comisionado a Santander, aunque tuvo que retirarse prematuramente a Bucaramanga por problemas de salud. 
La Expedición Botánica despertó en los criollos un sentimiento de identidad con lo americano y la Nueva Granada. Gracias a ella, surgió una generación de criollos que cultivó la esperanza de un próspero futuro económico para el virreinato, con base en las riquezas y recursos descubiertos por la Expedición. Esta terminaría con los procesos de independencia, se reabriría durante lo que se conoce como la Patria Boba bajo la dirección de Francisco José de Caldas y se vuelve a cerrar tras acusaciones contra éste por desaparecer mil libros de Mutis. El "pacificador" Pablo Morillo resguarda la colección y, embalada en 104 cajones de material, fue enviada a España. El embalaje de las 104 cajas se realizó en dos meses, dejando poco tiempo para clasificar e indexar la colección. En un comunicado oficial de 1817, Francisco Javier Matís, que colaboró en el embalaje, escribió que el mismo debió tomar al menos seis meses y que muchos ejemplares de plantas fueron descartados por las prisas.

## Resultados de la expedición

### Publicaciones e investigaciones

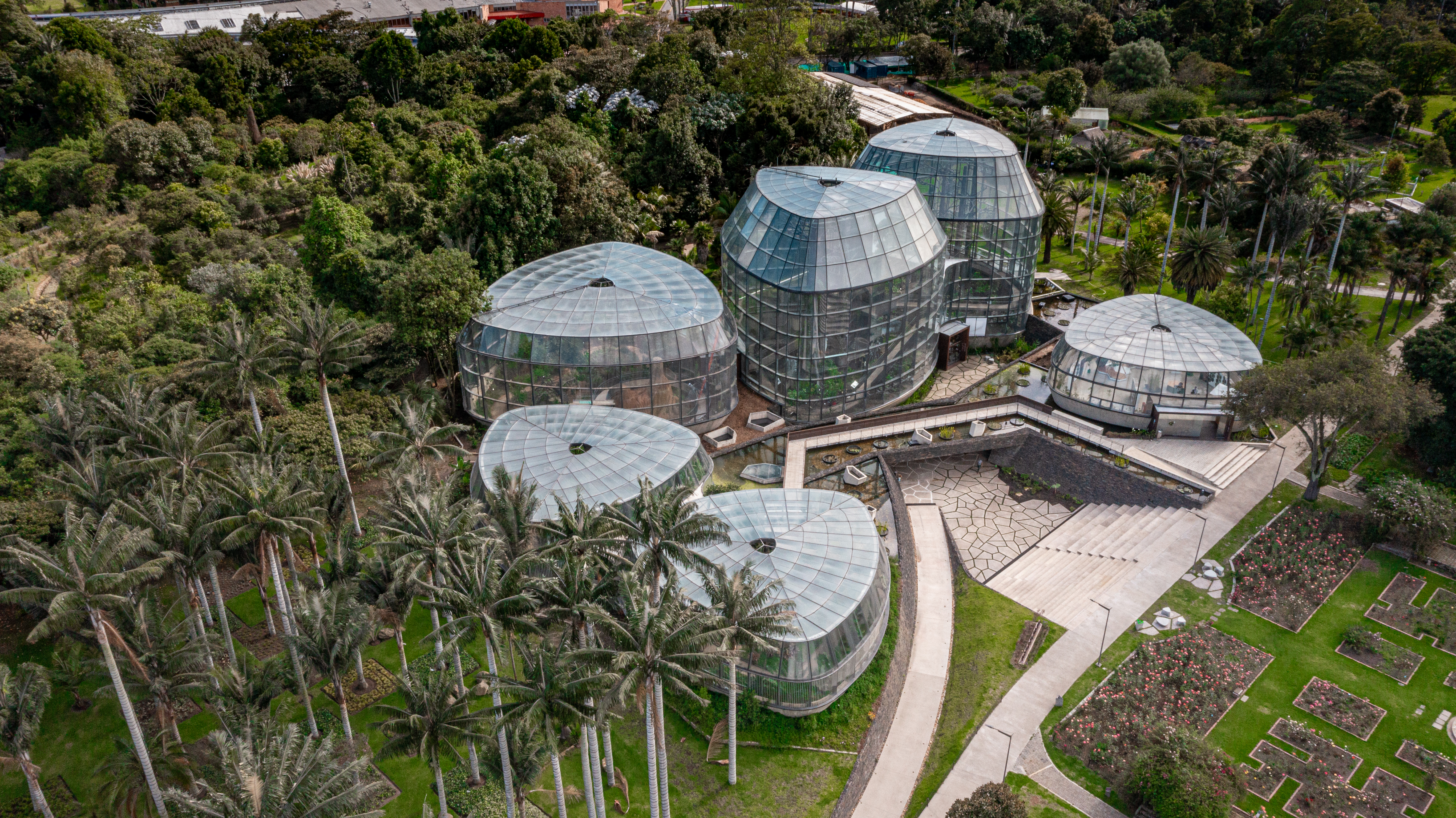
Domos del Tropicario del Jardín Botánico José Celestino Mutis construido en honor a la expedición en la ciudad de Bogotá.

José Celestino Mutis y sus colaboradores, estudiaron la quina en el Nuevo Reino de Granada, así como el té de Bogotá; las propiedades del guaco o bejuco como preservativo contra mordeduras de serpientes, la yuca, la papa y la ipecacuana del río Magdalena. Además, Mutis realizó ensayos para aclimatar el canelo, el anís y la nuez moscada. Igualmente descubrió varias minas. Además de eso, impulsó la idea de sacar los cementerios a las afueras de las ciudades, como medida de higiene.
Sus descubrimientos se publicarían inicialmente entre los años 1793 y 1794 en un periódico de Santa Fe. La primera se llamaría Arcanum de Quina, donde describe siete nuevas especies con usos médicos y terapéuticos. Del total de recopilaciones de Mutis, 306 fueron publicados por Linneo, Humboldt, Bonpland y Cavanilles, junto a otros botánicos del siglo XX. Se presentaron en total cuatro informes, el último de ellos sería en Cartagena en el año 1817. En 1932 E. P. Killip, botánico de la Smithsonian Institution de Washington, comenzó a estudiar el herbario. En 1937, con motivo de las celebraciones del bicentenario del nacimiento de Mutis, los gobiernos de España y Colombia realizaron conjuntamente la publicación de la "Flora de la Real Expedición Botánica del Nuevo Reino de Granada". En 1952 comenzó la publicación de la ingente obra en su totalidad, que aún no está terminada y se prevé que necesitará más de sesenta volúmenes, con el requisito añadido de tener que identificar las plantas bajo los dibujos según la nomenclatura actual y crear un texto descriptivo significativo y adaptado a los tiempos modernos.

### Los resultados en la actualidad
Todas las láminas, mapas, correspondencia, notas y manuscritos, y todo el material del museo de Mutis compuesto por más de 24.000 plantas secas, 5.000 dibujos de plantas realizados por sus alumnos, y una colección de maderas, conchas, resinas, minerales y pieles, fue enviado a España y fue inventariado y clasificado a su llegada a Madrid, yendo a parar al Real Jardín Botánico de Madrid donde ha permanecido desde entonces, a excepción de una pequeña parte que fue enviada en 1889 a la Real Academia de la Historia. Además, parte del herbario y la clasificación hecha por Mutis se encuentran en Valladolid.

### Galería de pinturas de la expedición

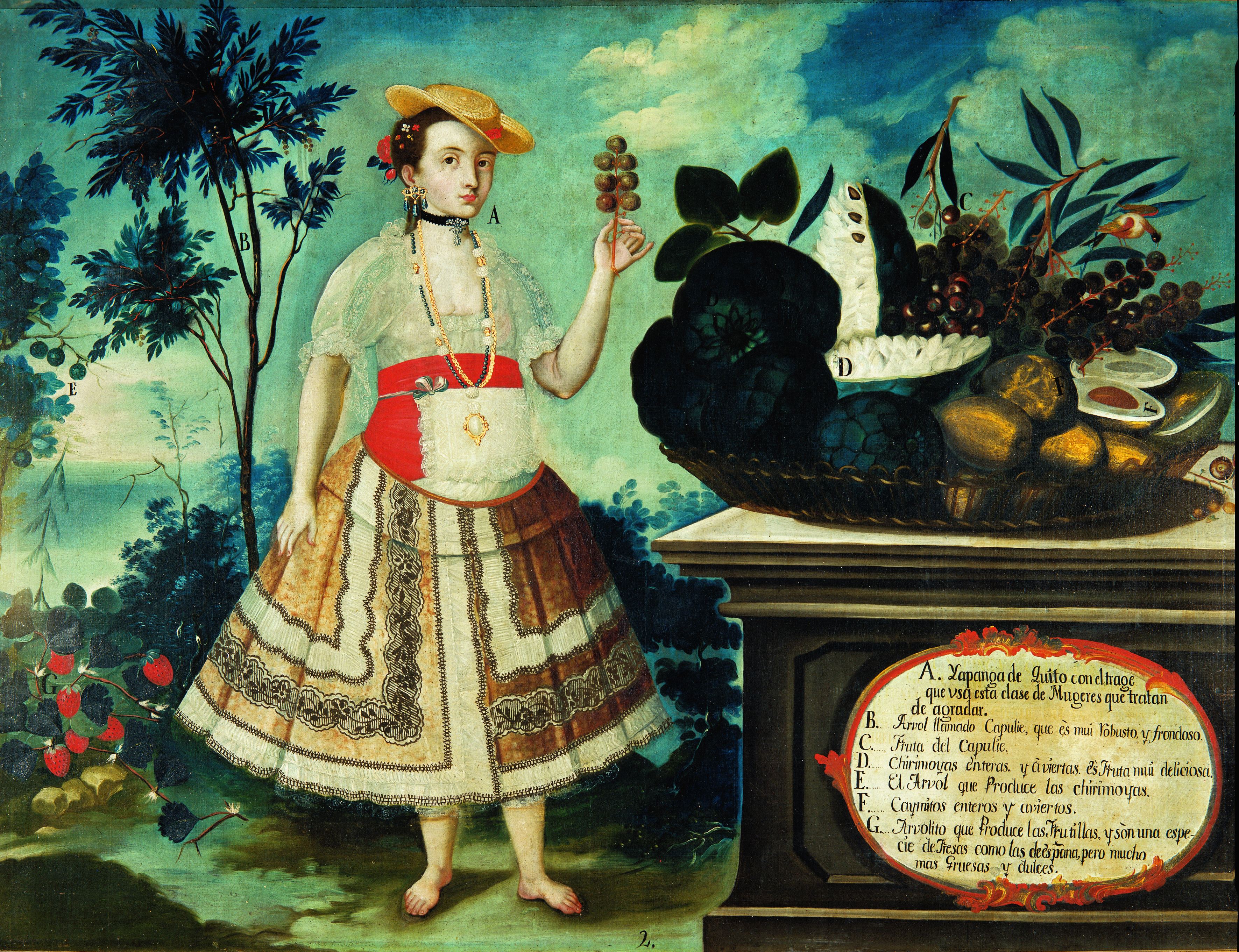
Yapanga de Quito con traje que usa esta clase de mujeres que tratan de agradar por Vicente Albán
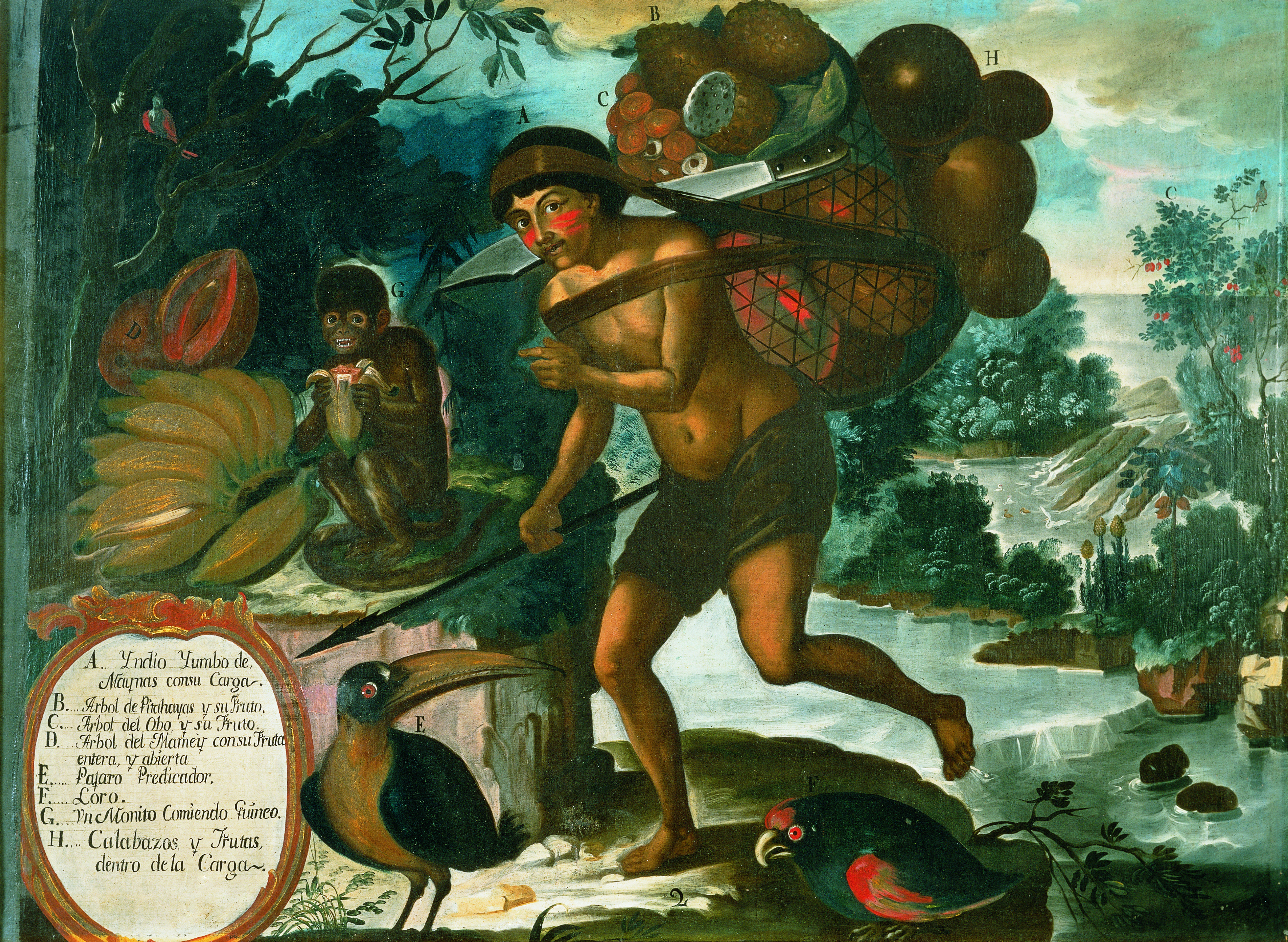
Indio yumbo de Maynas con su carga con flora y frutos del país por Vicente Albán
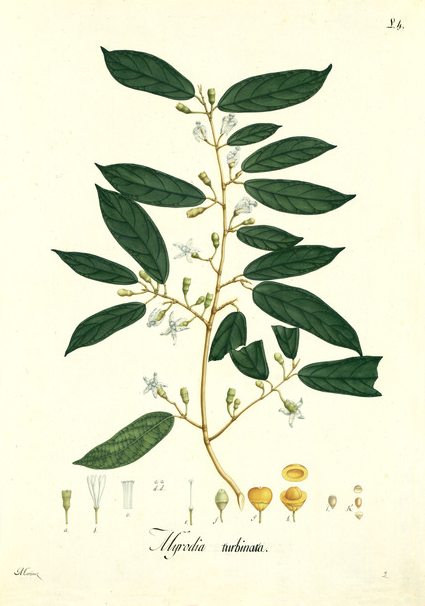
Quararibea turbinata, lámina de la expedición. Acuarela sobre papel.
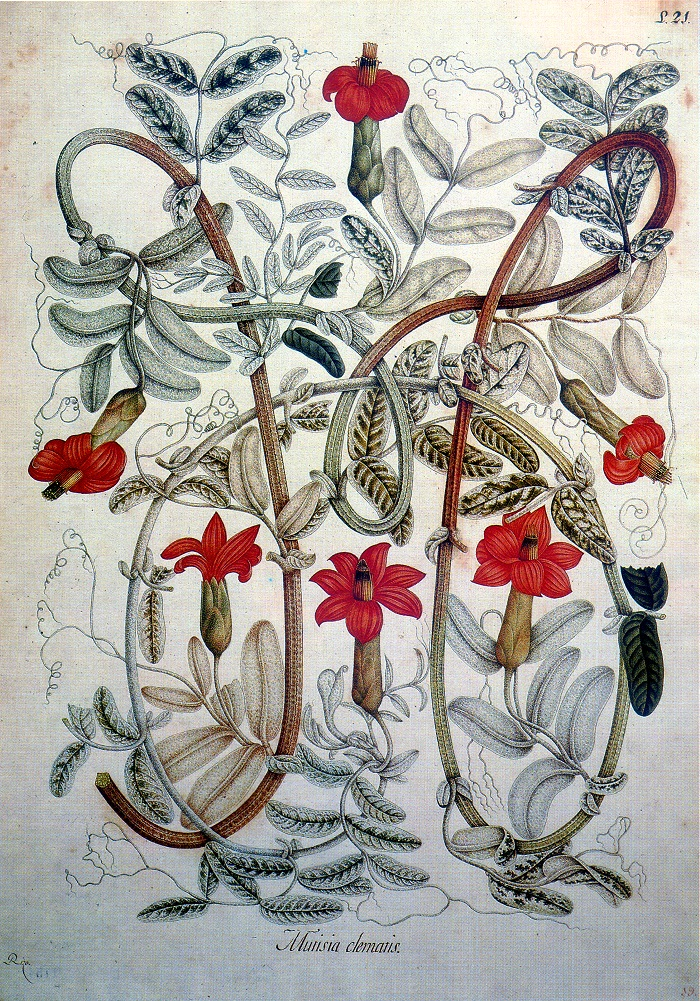
Mutisia Clematis, pintada por Salvador Rizo. Acuarela sobre papel.

## Colaboradores

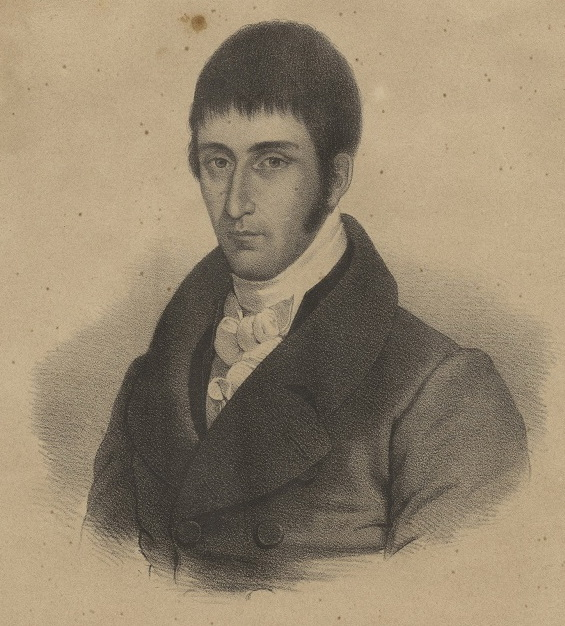
Francisco José de Caldas, geógrafo, astrónomo y matemático. Primer director del Observatorio de Santafé de Bogotá, producto de la Expedición.

Colaboraron con Mutis en la Expedición Botánica personas involucradas tanto en la investigación y recolección como en la creación de láminas a través de los dibujos y pinturas:
Principales botánicos y colectores:
- Juan Eloy Valenzuela y Mantilla, subdirector.
- Francisco José de Caldas, líder de la expedición en el sur
- Sinforoso Mutis Consuegra
- Francisco Antonio Zea
- Jorge Tadeo Lozano
- José Manuel Restrepo
- José Mejía Lequerica

Artistas para la realización de las láminas:
- Pablo Antonio García del Campo como dibujante.
- Francisco Javier Matís, como pintor de flores.
- Salvador Rizo, como pintor y laminista.
- Vicente Albán como pintor de flora y retratista.

Luego del Grito de independencia, en 1810, y la reconquista española en 1816, los bienes de la Expedición Botánica fueron embalados y enviados a España por Pablo Morillo, quien además ordenó llevar al patíbulo a varios de los miembros criollos de la expedición, como Jorge Tadeo Lozano y Francisco José de Caldas.

## Consecuencias políticas
Los discípulos de José Celestino Mutis fueron todos decididos sostenedores de la causa de la Independencia de Colombia, próceres militares y civiles, y mártires de la guerra de independencia colombiana. Se señala a Sinforoso Mutis Consuegra como uno de los más eficaces precursores de la independencia de Colombia y a la Expedición como el génesis de la misma. Sus integrantes formaron un núcleo granadino de fuerte influencia, que irradió por todo el país las ideas revolucionarias por medio del periódico publicado bajo la dirección de Francisco José de Caldas.